# Krytyczna lista wielkoowocnikowych grzybów podstawkowych Polski
Krytyczna lista wielkoowocnikowych grzybów podstawkowych Polski (Checklist of Polish Larger Basidiomycetes) – pierwsze całościowe, krytyczne zestawienie grzybów wielkoowocnikowych zaliczanych do typu (klasy) podstawczaków (Basidiomycetes) występujących w Polsce. Jest to największe dzieło Władysława Wojewody. Pracował nad nim przez 14 lat w latach 1990–2003.
Książka ma 812 stron drobnego druku. Ujęto w niej około 400 rodzajów i około 2650 gatunków grzybów, których występowanie w Polsce do 2003 roku zostało stwierdzone. Nie jest to dokładna liczba. Około 100 taksonów bowiem to taksony nieformalne, czyli praktycznie nieistniejące, niektóre prawdopodobnie zostały błędnie rozpoznane i ich występowanie w Polsce jest niepewne. Po ich odliczeniu liczba występujących w Polsce w 2003 roku podstawczaków wynosiła około 2550.

## Spis treści
- Wstęp
  - Źródła informacji
  - Sposób prezentacji
  - Ujęcie taksonomiczne i nomenklatura łacińska grzybów oraz roślin
  - Gatunki wątpliwe
  - Liczba gatunków Basidiomycetes stwierdzonych dotychczas w Polsce
  - Potencjalna liczba polskich Basidiomycetes
  - Zbiorowiska roślinne
  - Podział fizycznogeograficzny Polski
  - Zagrożenie grzybów w Polsce i wybranych krajach europejskich
- Podział systematyczny Basidiomycetes
- Skróty
- Regiony fizycznogeograficzne Polski
- Lista gatunków
- Literatura
- Indeks polskich nazw (rodzaje i gatunki grzybów)
- Uzupełnienie

## Lista gatunków
Jest to główna część opracowania. Opisy poszczególnych gatunków sporządzone zostały według jednolitego schematu. Ze względu na ogromną ilość informacji i powtarzających się opisów opracowane zostały z użyciem licznych skrótów i kilku wielkości czcionki. Opisy te zawierają:
- Nazwę naukową wraz z cytatem autora, nazwy zwyczajowe używane w piśmiennictwie naukowym, wraz z autorami tych nazw i rokiem ich podania. Przy rodzajach podano liczbę gatunków występujących w Polsce oraz informację o trybie życia (grzyby mikoryzowe, grzyby saprotroficzne, grzyby pasożytnicze);
- Najczęstsze synonimy;
- Siedlisko i ekologia: regiony fizycznogeograficzne Polski, w których ten gatunek występuje, siedliska, gatunki roślin towarzyszących, zbiorowiska roślinne, siedliska, miesiące w których wytwarzane są owocniki;
- Stanowiska. Przy gatunkach bardzo rzadkich podano wszystkie znane stanowiska, przy średnio pospolitych niektóre, przy pospolitych i bardzo pospolitych stanowisk nie podano. Przy wykazach stanowisk podane są: miejsce, autor opisu, rok, publikacja, czasem dokładniejsze informacje o miejscu występowania;
- Częstość występowania: bardzo pospolity, pospolity, rzadki, bardzo rzadki, częstość występowania nieznana;
- Kryterium zagrożenia w Polsce i niektórych krajach Europy;
- Źródła opisów[2].

Opracowanie zawiera ok. 6 tysięcy nazw łacińskich i ponad 5 tysięcy nazw polskich (razem ponad 11 tysięcy nazw), setki nazwisk, miejscowości dat i innych liczb, liczne skróty. Przy tak ogromnej pracy nie udało się uniknąć błędów, jednak jest to jedyne tego rodzaju opracowanie o podstawowym znaczeniu w pracy mykologów, leśników, nauczycieli akademickich, studentów i hobbystów-mykologów. Wykaz literatury obejmuje kilkaset pozycji.

## Nazwy zwyczajowe
W. Wojewoda dokonał krytycznej analizy wszystkich nazw zwyczajowych grzybów występujących w polskiej literaturze naukowej. W licznych przypadkach uznał, że nazwy te są nieodpowiednie, mylące lub wręcz błędne i zaproponował nowe nazwy. Zaproponowane przez W. Wojewodę nazwy zostały powszechnie zaakceptowane i na nich opiera się nazewnictwo grzybów w polskiej Wikipedii. Od czasu publikacji w wyniku badań filogenetycznych, opartych na analizie DNA i nowoczesnych metodach biologii molekularnej, wiele gatunków zostało przeniesionych do innych rodzajów, a nawet rodzin, wskutek czego niektóre zaproponowane przez W. Wojewodę nazwy polskie stały się niespójne z nowymi nazwami naukowymi.